# Marc-René de Montalembert

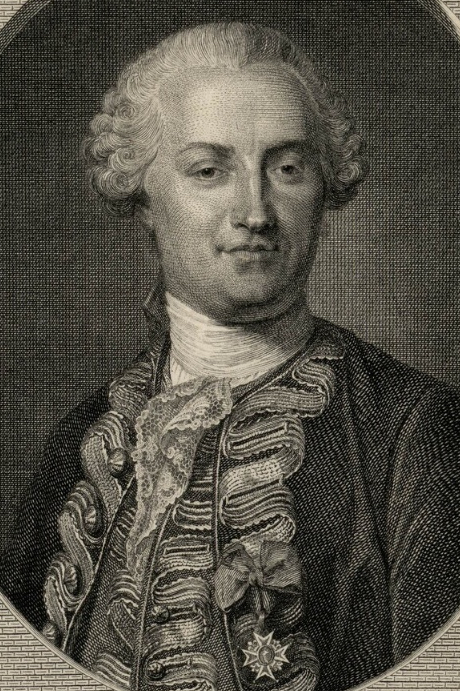
Marc-René de Montalembert

Marc-René Marquis de Montalembert (* 16. Juli 1714 in Angoulême; † 26. März 1800 in Paris) war ein französischer Ingenieur für Waffentechnik und Festungsbau.

## Leben
Montalembert war zwischen 1736 und 1741 an verschiedenen Feldzügen in Italien, Flandern und Deutschland (Belagerungen von Kehl und Philippsburg) beteiligt und schrieb während der folgenden Friedensjahre zahlreiche Abhandlungen für die Académie des sciences, deren Mitglied er 1747 wurde. Auch legte er aus eigenen Mitteln Munitionsgießereien in Périgord und Angoumois an, aus denen er die französische Flotte mit eisernen Kanonen und Geschossen versorgte.
Während des Siebenjährigen Kriegs war er zwei Jahre französischer Kommissar bei den russischen und schwedischen Truppen und leitete die Verstärkung der Befestigung von Anklam und Stralsund. Seit 1761 war er Ehrenmitglied der Russischen Akademie der Wissenschaften in St. Petersburg. Später wurde er nach den Inseln Aix und Oléron gesandt und befestigte die letztere nach dem von ihm entwickelten System der detachierten Werke.
Seine junge Frau führte ein Privattheater in Paris, wo sie Joseph Bologne, Chevalier de Saint-Georges als Dirigent ernannte. Vermutlich wurde sie von ihm schwanger.
Um das Artilleriewesen machte er sich durch Erfindung der niedrigen Rahmenlafetten verdient. Trotz seines alten Adels war er ein entschiedener Anhänger der französischen Revolution.
Im Alter von beinahe 86 Jahren starb der Ingenieur Marc-René de Montalembert am 26. März 1800 in Paris.

## Bedeutung für den Festungsbau
Die Ideen und Intentionen Montalemberts haben vor allem die Neupreußische Befestigungsmanier beeinflusst. Detachierter Forts und die Verwendung des Tenaillensystems anstelle der früheren Bastionsfestung wurden erstmals umfangreich bei der preußischen Großfestung Koblenz in der ersten Hälfte des 19. Jahrhunderts umgesetzt. Seine bekannteste Entwicklung sind die sogenannten Montalembertschen Türme. Dahinter stand das Prinzip, möglichst viele Geschütze mit Rundum-Wirkung auf ein oder zwei Etagen zu verteilen. Das untere Geschoss wurde vielwinklig (meist als Zwölfeck ausgebildet) und die darin vorhandenen Eingangstore durch Gewehrfeuer aus entsprechend angeordneten Schießscharten gedeckt. Die oberen, völlig runden Stockwerke boten in der Regel Platz für je 24 kasemattierte Geschütze. Der Dachaufbau bestand aus einer Brustwehr sowie einem abschließenden Turmaufsatz zur Beobachtung und Gewehrfeuer. Das Werk war von einem trockenen Graben umgeben (ausführliche Beschreibung mit mehreren Skizzen bei Zastrow). Ein solcher Turm wurde in Preußen zuerst 1802 durch den Generalmajor Christian Reinhard von Lindener in der Festung Cosel in Oberschlesien errichtet. Weitere entstanden beispielsweise in der Moselweißer Schanze in Koblenz oder als Weiterentwicklung durch den General von Aster auch in der Festung Königsberg, dort als Dohnaturm und Wrangelturm ausgeführt.

## Werke
- La fortification perpendiculare. Paris 1776 ff.; neue Auflage, das. 1796, (11 Bände)
- Johann Gottfried von Hoyer: Die Verteidigung stärker als der Angriff. Berlin 1819 (2 Bände.; teilweise Übersetzungen der vorigen).